# Moussa Sissako
Moussa Sissako (Clichy, 10 novembre 2000) è un calciatore francese naturalizzato maliano, difensore del Soči e della nazionale maliana.

## Carriera

### Carriera
Cresciuto nel settore giovanile del Paris Saint-Germain, nel 2018 viene promosso nella squadra B del club parigino, dove rimane fino al gennaio 2020, quando ceduto in prestito con diritto di riscatto allo Standard Liegi. Al termine della stagione, nonostante non sia sceso in campo in alcun match, il club belga decide di esercitare l'opzione di acquisto a titolo definitivo.
Il 3 febbraio 2021 debutta fra i professionisti giocando il match di coppa nazionale vinto 4-1 contro il Seraing.

### Nazionale
Il 7 ottobre 2021 ha esordito con la nazionale maliana nel match di qualificazione per i mondiali contro il Kenya; successivamente, è stato convocato per la Coppa delle nazioni africane 2021.

## Statistiche

### Presenze e reti nei club
Statistiche aggiornate al 26 marzo 2022.
| Stagione                     | Squadra                      | Campionato                   | Campionato | Campionato | Coppe nazionali | Coppe nazionali | Coppe nazionali | Coppe continentali | Coppe continentali | Coppe continentali | Altre coppe | Altre coppe | Altre coppe | Totale | Totale | Totale |
| Stagione                     | Squadra                      | Comp                         | Pres       | Reti       | Comp            | Pres            | Reti            | Comp               | Pres               | Reti               | Comp        | Pres        | Reti        | Pres   | Reti   |        |
| ---------------------------- | ---------------------------- | ---------------------------- | ---------- | ---------- | --------------- | --------------- | --------------- | ------------------ | ------------------ | ------------------ | ----------- | ----------- | ----------- | ------ | ------ | ------ |
| 2017-2018                    | Paris Saint-Germain 2        | N2                           | 1          | 0          |                 | -               | -               |                    | -                  | -                  |             | -           | -           | 1      | 0      |        |
| 2018-2019                    | Paris Saint-Germain 2        | N2                           | 23         | 1          |                 | -               | -               |                    | -                  | -                  |             | -           | -           | 23     | 1      |        |
| Totale Paris Saint-Germain 2 | Totale Paris Saint-Germain 2 | Totale Paris Saint-Germain 2 | 24         | 1          |                 |                 |                 |                    |                    |                    |             |             |             | 24     | 1      |        |
| gen.-giu. 2020               | Standard Liegi               | D1                           | 0          | 0          | CB              | 0               | 0               |                    | -                  | -                  |             | -           | -           | 0      | 0      |        |
| 2020-2021                    | Standard Liegi               | D1                           | 8          | 0          | CB              | 4               | 0               | UEL                | 0                  | 0                  |             | -           | -           | 12     | 0      |        |
| 2021-2022                    | Standard Liegi               | D1                           | 17         | 0          | CB              | 3               | 0               |                    | -                  | -                  |             | -           | -           | 20     | 0      |        |
| Totale Standard Liegi        | Totale Standard Liegi        | Totale Standard Liegi        | 25         | 0          |                 | 7               | 0               |                    | 0                  | 0                  |             |             |             | 32     | 0      |        |
| Totale carriera              | Totale carriera              | Totale carriera              | 49         | 1          |                 | 7               | 0               |                    | -                  | -                  |             | -           | -           | 56     | 1      |        |

### Cronologia presenze e reti in nazionale
| Cronologia completa delle presenze e delle reti in nazionale ― Mali | Cronologia completa delle presenze e delle reti in nazionale ― Mali | Cronologia completa delle presenze e delle reti in nazionale ― Mali | Cronologia completa delle presenze e delle reti in nazionale ― Mali | Cronologia completa delle presenze e delle reti in nazionale ― Mali | Cronologia completa delle presenze e delle reti in nazionale ― Mali | Cronologia completa delle presenze e delle reti in nazionale ― Mali | Cronologia completa delle presenze e delle reti in nazionale ― Mali |
| Data                                                                | Città                                                               | In casa                                                             | Risultato                                                           | Ospiti                                                              | Competizione                                                        | Reti                                                                | Note                                                                |
| ------------------------------------------------------------------- | ------------------------------------------------------------------- | ------------------------------------------------------------------- | ------------------------------------------------------------------- | ------------------------------------------------------------------- | ------------------------------------------------------------------- | ------------------------------------------------------------------- | ------------------------------------------------------------------- |
| 7-10-2021                                                           | Agadir                                                              | Mali                                                                | 5 – 0                                                               | Kenya                                                               | Qual. Mondiali 2022                                                 | -                                                                   | 62’                                                                 |
| 14-11-2021                                                          | Agadir                                                              | Mali                                                                | 1 – 0                                                               | Uganda                                                              | Qual. Mondiali 2022                                                 | -                                                                   |                                                                     |
| 20-1-2022                                                           | Douala                                                              | Mali                                                                | 2 – 0                                                               | Mauritania                                                          | Coppa d'Africa 2021 - 1º turno                                      | -                                                                   | 64’                                                                 |
| 25-3-2022                                                           | Bamako                                                              | Mali                                                                | 0 – 1                                                               | Tunisia                                                             | Qual. Mondiali 2022                                                 | -                                                                   | 40’                                                                 |
| Totale                                                              |                                                                     | Presenze                                                            | 4                                                                   |                                                                     | Reti                                                                | 0                                                                   |                                                                     |